# Ryūhō
Le Ryūhō (龍鳳, phénix dragon) est un porte-avions léger converti à partir d'un ravitailleur de sous-marins durant la Seconde Guerre mondiale pour la marine impériale japonaise. Lancé le 30 novembre 1942, il sert principalement de transport d'avions, malgré une participation à la bataille de la mer des Philippines. Il survit à la guerre et est démoli peu après la fin de celle-ci.

## Conception
Le ravitailleur de sous-marins Taigei est mis sur cale le 12 avril 1933 et lancé le 31 mars 1934. Il est retiré du service en décembre 1941 afin d'être converti en porte-avions léger. Durant sa reconversion, il est atteint par plusieurs bombes lors du raid de Doolittle le 18 avril 1942. Le porte-avions Ryūhō sort du chantier le 30 novembre.

## Histoire
Le Ryūhō passe la majorité de sa carrière à alterner escorte de convois et missions d'entraînement. Le 11 juin 1943, il repêche des marins abandonnés par le Hiyō durant sa fuite. Après un détour par les îles Mariannes et Tawi-Tawi, il rejoint la flotte combinée afin de participer à la bataille de la mer des Philippines. Une grande majorité des appareils du Ryūhō est abattue pendant celle-ci, mais le porte-avions ne subit que peu de dommages.
Sa dernière mission, il la mène le 31 décembre 1944. Après avoir embarqué 58 avions suicide Ohka, il les livre à Taïwan. De retour à Kure, le Ryūhō est gravement endommagé par des avions de la Task Force 58 le 19 mars 1945. Considéré comme inapte au combat, il est rayé des listes le 30 novembre puis démoli l'année suivante.